# Pilka
Il Pilka (in russo Пилка?) è un fiume della Russia siberiana orientale, affluente di destra della Lena. Scorre nella Siberia meridionale, nel Lenskij ulus della Sacha (Jacuzia).

## Descrizione
La sorgente del fiume si trova sulle pendici nord-occidentali dell'altopiano del Patom ad un'altitudine di oltre 600 m. La lunghezza del fiume è di 117 km, l'area del suo bacino è di 2 450 km². Il Pilka scorre dapprima in direzione nord-ovest, poi gira a nord-est, e mantiene quella direzione parallela alla Lena fino a sfociare in essa a 2599 km dalla sua foce, 2 km a sud del villaggio di Jaroslavskij.